# محمية الإمام تركي بن عبد الله الملكية
محمية الإمام تركي بن عبد الله الملكية، هي محمية ملكية طبيعة في المملكة العربية السعودية تحت إشراف الديوان الملكي، تقع المحمية في الجهة الشمالية الشرقية من المملكة العربية السعودية، وتبلغ مساحتها 91,500 كيلومتر مربع، يتواجد في المحمية طائر الحبارى إلا أنه نادر، أما الغطاء النباتي فهو يمتاز بوجود أكثر من 120 نوع من النباتات أهمها أشجار الطلح والسدر، والشجيرات الأخرى مثل العوسج والعرفج والرمث.
صدر أمرٌ ملكيٌّّ بإنشاء «مجلس للمحميات الملكية» في الديوان الملكي، وتحدد المحميات الملكية، وإزالة أسوارها أو الحواجز لكونها ملكاً عاماً للوطن، وأتى من ضمن الأمر ضم محمية التيسية إلى المحميات الملكية وإعادة تسميتها، وعُيّن الأمير تركي بن محمد بن فهد بن عبدالعزيز آل سعود رئيسًا لمجلس إدارتها.
وفي أغسطس 2022 دشن الأمير تركي بن محمد بن فهد بن عبد العزيز رئيس مجلس إدارة هيئة تطوير محمية الإمام تركي بن عبد الله الملكية، الهوية الجديدة لهيئة تطوير المحمية، بهدف تعزيز ظهور المحمية إعلامياً.

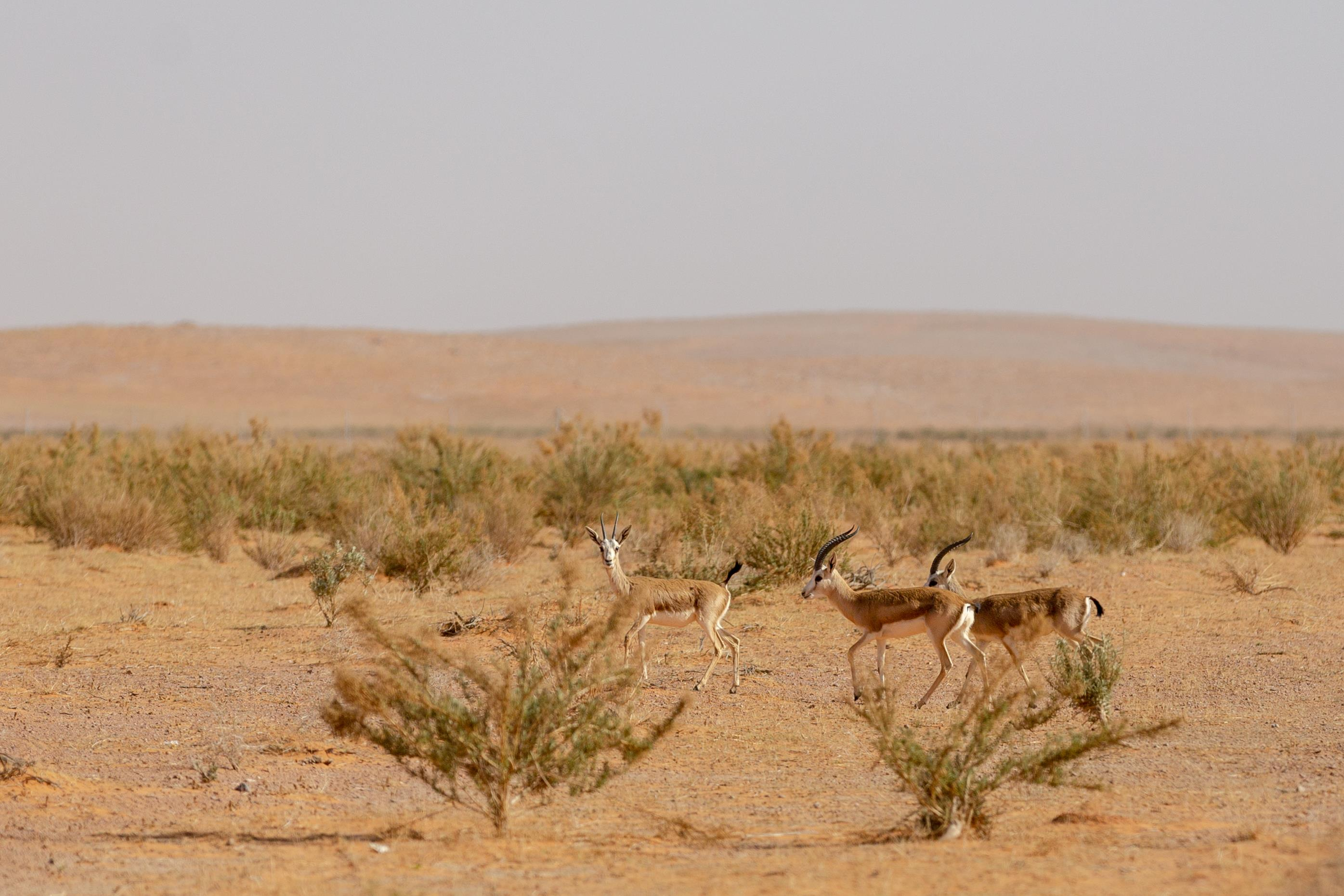
غزلان في محمية الإمام تركي بن عبد الله الملكية

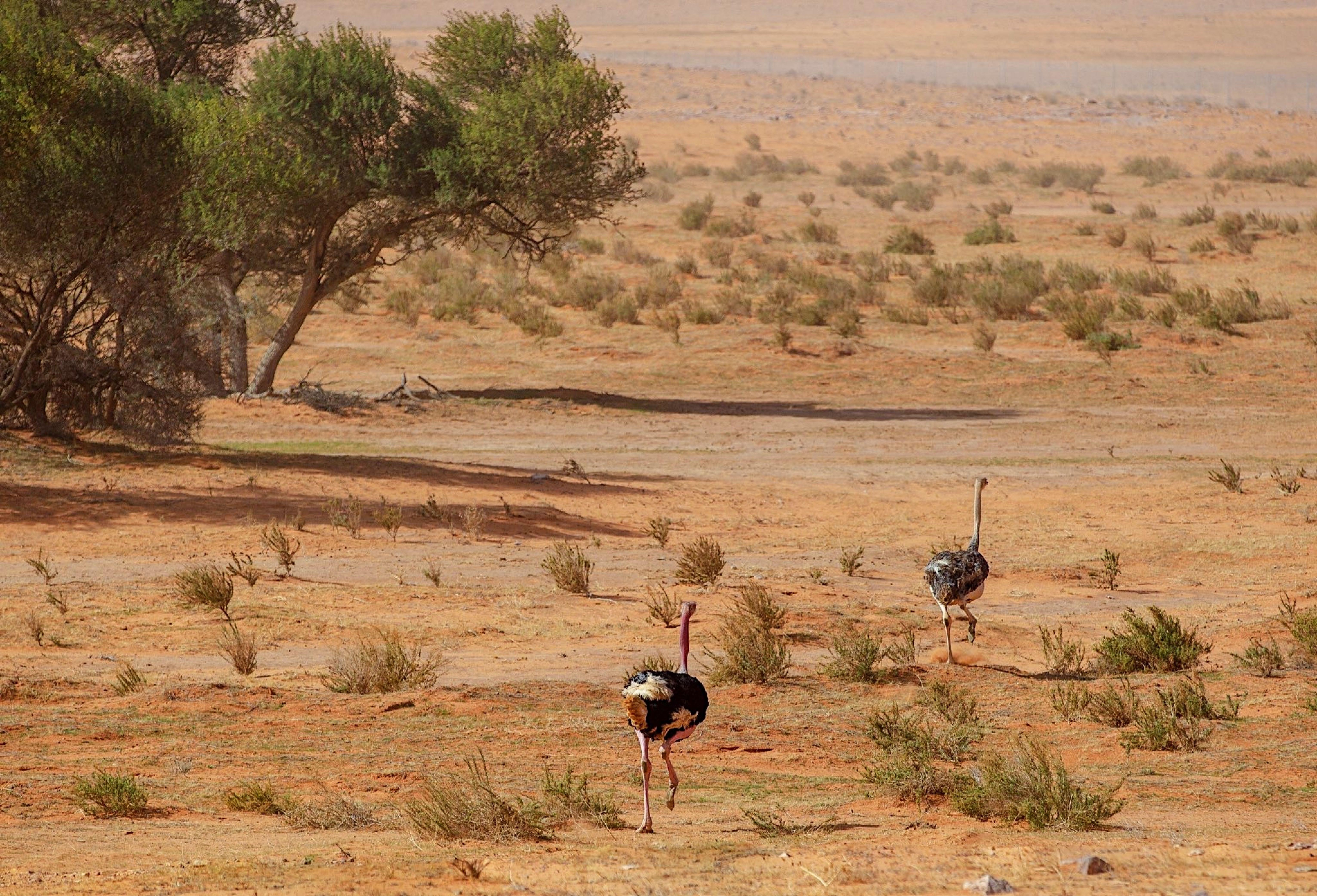
النعام في محمية الإمام تركي بن عبدالله الملكية

وفي ديسمبر 2022 دشن الأمير تركي بن محمد بن فهد بن عبدالعزيز، رئيس مجلس إدارة هيئة تطوير محمية الإمام تركي بن عبدالله الملكية، محمية الشمال للصيد المستدام على مساحة (2000) كيلومتر مربع شمال شرق السعودية،وتعد الأولى من نوعها في المملكة العربية السعودية. وتهدف المحمية "إلى ممارسة نشاط الصيد المنظم بأعداد محددة دون الإضرار بالحياة الفطرية، والحد من الصيد غير القانوني من خلال توفير بدائل مستدامة".

## الأهداف
- بناء وتعزيز القدرات المؤسسية اللازمة لإدارة ذات كفاءة وفعالية عالية.
- الحفاظ على التنوع البيولوجي وإعادة توطين أنواع النباتات والحيوانات.
- المحافظة على الأصول التاريخية والمميزات الثقافية واستعادة ازدهارها.
- إشراك المجتمع المحلي وخلق تأثير اجتماعي واقتصادي إيجابي.
- تقديم تجربة سياحية بيئية بمعايير عالمية للزائرين.
- التعاون مع شركاء مختصين وأصحاب المصلحة لتحقيق الاستدامة طويلة المدى.[5]